# Joe O’Donnell
Joe O’Donnell, właśc. Joseph Roger O’Donnell (ur. 1922 w Johnstown, zm. 10 sierpnia 2007 w Nashville) – amerykański fotograf podający się (i przez wielu uznawany) za oficjalnego fotografa Białego Domu (za kadencji prezydentów: Franklina Delano Roosevelta, Harry’ego S. Trumana, gen. Dwighta D. Eisenhowera, Johna F. Kennedy’ego i Lyndona B. Johnsona) oraz autora wielu słynnych zdjęć obrazujących historię XX w.
W rzeczywistości O’Donnell nigdy nie był oficjalnym fotografem Białego Domu, a wiele spośród fotografii, których autorstwo sobie przypisywał, nie zostało wykonanych przez niego (jak zdjęcie małego Johna F. Kennedy’ego Jr. salutującego na pogrzebie ojca w 1963 wykonane przez Stanleya Stearnsa lub seria ujęć ilustrujących zniszczenia i ofiary po zrzuceniu bomb atomowych na Hiroszimę i Nagasaki, z których przynajmniej część została wykonana przez innych fotografów).
Mąż japońskiej fotografik Kimiko Sakai.